# Ujung Padang (Simeulue Tengah)
Ujung Padang is een bestuurslaag in het regentschap Simeulue van de provincie Atjeh, Indonesië. Ujung Padang telt 274 inwoners (volkstelling 2010).